# Teoria de les ones de densitat

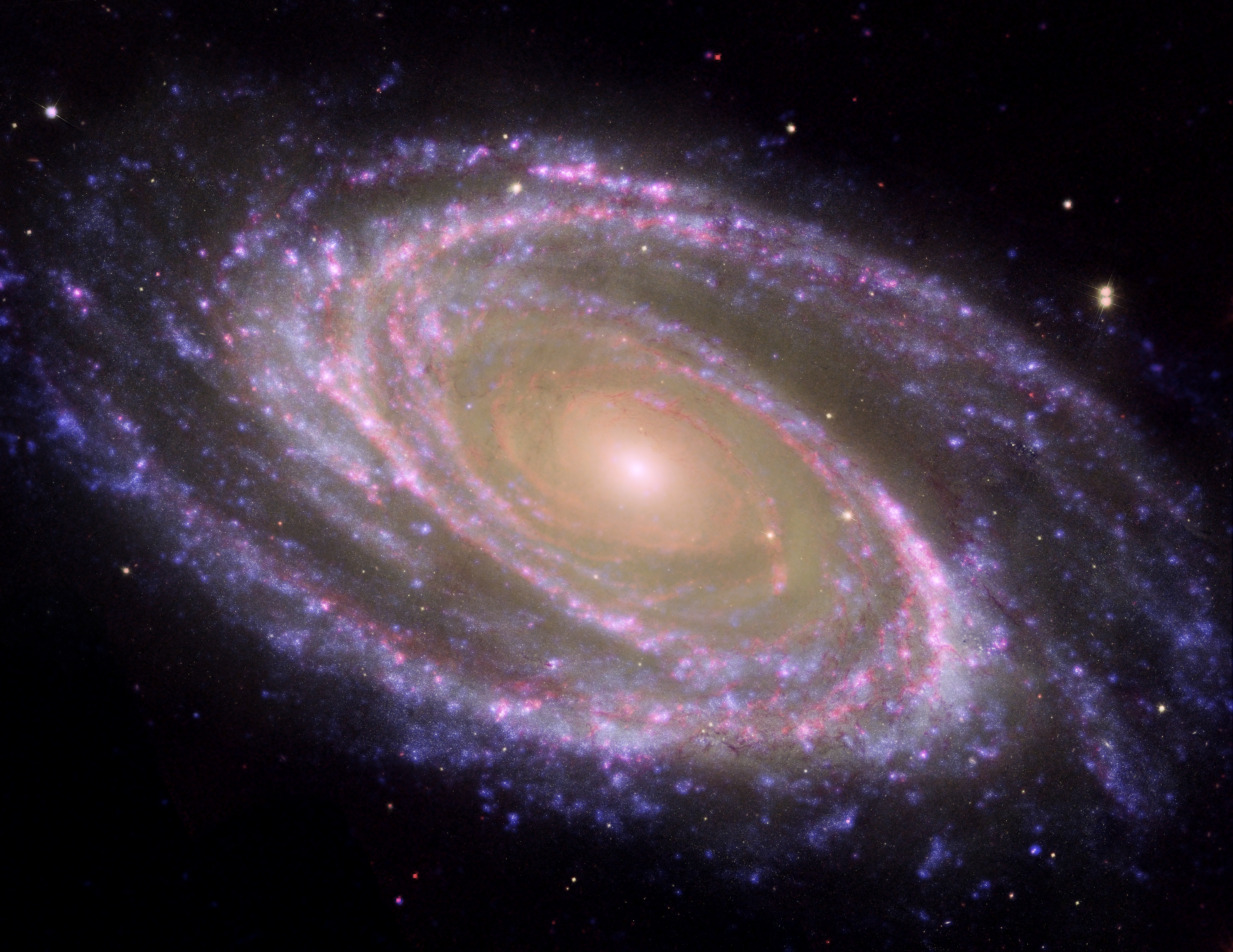
Imatge de la galàxia espiral M81 que combina dades dels telescopis espacials Hubble, Spitzer i GALEX.

La teoria de les ones de densitat o teoria de les ones de densitat Lin-Shu és una teoria proposada per CC Lin i Frank Shu a mitjans dels anys 60 per explicar l'estructura del braç espiral de les galàxies espirals. La teoria Lin-Shu introdueix la idea de l'estructura espiral quasiestàtica de llarga vida (hipòtesi QSSS). En aquesta hipòtesi, el patró espiral gira amb una freqüència angular particular (velocitat del patró), mentre que les estrelles del disc galàctic orbiten a velocitats variables, que depenen de la seva distància al centre de la galàxia. La presència d'ones de densitat espiral a les galàxies té implicacions en la formació estel·lar, ja que el gas que orbita al voltant de la galàxia es pot comprimir i provocar ones de xoc periòdicament. Teòricament, la formació d'un patró espiral global es tracta com una inestabilitat del disc estel·lar causada per l'autogravetat, en oposició a les interaccions de marea. La formulació matemàtica de la teoria també s'ha estès a altres sistemes de discs astrofísics, com els anells de Saturn.

## Braços espirals galàctics

Explicació dels braços de les galàxies espirals.

Originalment, els astrònoms tenien la idea que els braços d'una galàxia espiral eren materials. No obstant això, si aquest fos el cas, aleshores els braços es tornarien cada cop més estrets, ja que la matèria més propera al centre de la galàxia gira més ràpidament que la matèria a la vora de la galàxia. Els braços es tornarien indistinguibles de la resta de la galàxia després de només unes poques òrbites. Això s'anomena problema de bobinatge.
Lin & Shu van proposar l'any 1964 que els braços no eren de naturalesa material, sinó que estaven formats per zones de major densitat, semblants a un embussos en una carretera. Els cotxes es mouen a través de l'embotellament: la densitat de cotxes augmenta al mig d'aquest. El mateix embús, però, va més lentament. A la galàxia, les estrelles, el gas, la pols i altres components es mouen a través de les ones de densitat, es comprimeixen i després se'n surten.
Més concretament, la teoria de les ones de densitat argumenta que l'"atracció gravitatòria entre estrelles de diferents radis" evita l'anomenat problema de l'enrotllament i, de fet, manté el patró espiral.
La velocitat de rotació dels braços es defineix com a {\displaystyle \Omega _{gp}}, la velocitat del patró global. (Així, dins d'un determinat marc de referència no inercial, que gira a {\displaystyle \Omega _{gp}}, els braços espirals semblen estar en repòs). Les estrelles dins dels braços no són necessàriament estacionàries, encara que a una certa distància del centre, {\displaystyle R_{c}}, el radi de corotació, les estrelles i les ones de densitat es mouen junts. Dins d'aquest radi, les estrelles es mouen més ràpidament ( {\displaystyle \Omega >\Omega _{gp}} ) que els braços espirals, i fora, les estrelles es mouen més lentament ( {\displaystyle \Omega <\Omega _{gp}} ). Per a una espiral de braços m, una estrella de radi R des del centre es mourà per l'estructura amb una freqüència {\displaystyle m(\Omega _{gp}-\Omega (R))}. Per tant, l'atracció gravitatòria entre estrelles només pot mantenir l'estructura espiral si la freqüència a la qual una estrella passa pels braços és menor que la freqüència epicíclica. {\displaystyle \kappa (R)}, de l'estrella. Això significa que una estructura espiral de llarga vida només existirà entre la ressonància Lindblad interna i externa (ILR, OLR, respectivament), que es defineixen com els radis de tal manera que: {\displaystyle \Omega (R)=\Omega _{gp}+\kappa /m} i {\displaystyle \Omega (R)=\Omega _{gp}-\kappa /m}, respectivament. Més enllà de l'OLR i dins de l'ILR, la densitat addicional dels braços espirals tira més sovint que la velocitat epicíclica de les estrelles i, per tant, les estrelles no poden reaccionar i moure's de manera que "reforcin la millora de la densitat de l'espiral".

## Més implicacions
La teoria de les ones de densitat també explica una sèrie d'altres observacions que s'han fet sobre les galàxies espirals. Per exemple, "l'ordenació dels núvols HI i les bandes de pols a les vores interiors dels braços espirals, l'existència d'estrelles joves i massives i regions H II als braços i una abundància d'estrelles antigues i vermelles a la resta del disc".
Quan els núvols de gas i pols entren en una ona de densitat i es comprimeixen, la velocitat de formació d'estrelles augmenta a mesura que alguns núvols compleixen el criteri de Jeans i col·lapsen per formar noves estrelles. Com que la formació d'estrelles no es produeix immediatament, les estrelles estan lleugerament per darrere de les ones de densitat. Les estrelles OB calentes que es creen ionitzen el gas del medi interestel·lar i formen regions H II. Aquestes estrelles tenen una vida relativament curta, però, expiren abans de sortir completament de l'ona de densitat. Les estrelles més petites i vermelles abandonen l'ona i es distribueixen per tot el disc galàctic.
Les ones de densitat també s'han descrit com a núvols de gas a pressió i, per tant, catalitzant la formació d'estrelles.

## Aplicació als anells de Saturn

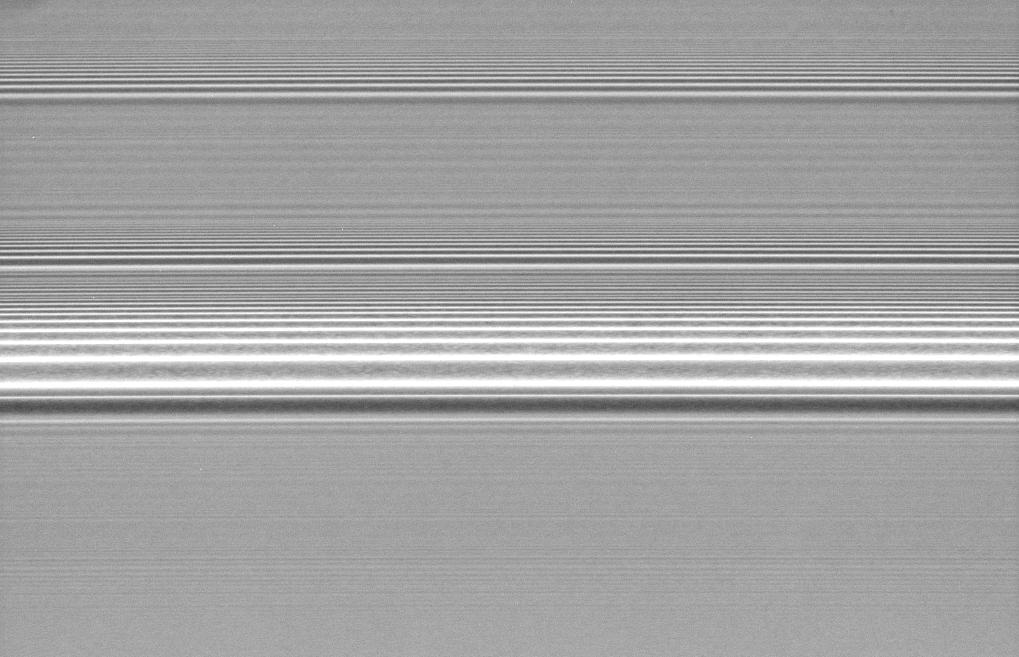
Ones de densitat espiral a l'anell A de Saturn induïdes per ressonàncies amb llunes properes.

A partir de finals de la dècada de 1970, Peter Goldreich, Frank Shu i altres van aplicar la teoria de les ones de densitat als anells de Saturn. Els anells de Saturn (especialment l'Anell A) contenen un gran nombre d'ones de densitat espiral i ones de flexió en espiral excitades per les ressonàncies de Lindblad i les ressonàncies verticals (respectivament) amb les llunes de Saturn. La física és en gran part la mateixa que amb les galàxies, tot i que les ones espirals als anells de Saturn estan molt més estretes (s'estenen uns quants centenars de quilòmetres com a màxim) a causa de la massa central molt gran (el mateix Saturn) en comparació amb la massa del disc. La missió Cassini va revelar ones de densitat molt petita excitades per les llunes anul·lars Pan i Atlas i per ressonàncies d'alt ordre amb les llunes més grans, així com ones la forma de les quals canvia amb el temps a causa de les diferents òrbites de Janus i Epimeteu.